# Квітка Олександр Володимирович
Олекса́ндр Володи́мирович Кві́тка — лейтенант Збройних сил України, учасник російсько-української війни.

## Нагороди
За особистий внесок у зміцнення обороноздатності Української держави, мужність, самовідданість і високий професіоналізм, виявлені під час виконання військового обов'язку, та з нагоди Дня Збройних Сил України нагороджений орденом Богдана Хмельницького III ступеня (2.12.2016).